# 菲利线
菲利线（4号线，羅馬化：Filyovskaya liniya）为莫斯科地铁中的第6条开业的路线，地图中以天蓝色线为标识。菲利线于1958年投入营运，全长14.9公里，全线一共13车站。

## 历史及路線特色
菲利线的斯摩棱斯克站至阿爾巴特站区间原为“阿尔巴特线”（即之后的“阿尔巴特-波克罗夫卡线”（3号线））的区间，由于二战期间一枚航空炸弹击穿了隧道，令当局考虑到浅埋隧道缺乏防空能力，所以另外建设加深的平行线路给“阿尔巴特线”，该区间及站点被废弃。
而原计划“阿尔巴特线”为連接莫斯科市西部的菲利區，但當時的苏联部长会议主席尼基塔·赫魯曉夫在參觀過美國建在地上的捷運站後受到啟發，為了節省地鐵建築費用而仿效其做法將菲利线設計成以地面段為主。为了更容易地爬出地面，重新启用原“阿尔巴特线”亞歷山大公園站至基輔站之间的斯摩棱斯克站至阿爾巴特站区间浅层线路，再爬出地面伸延到库图佐夫大道的交匯處。1959年至1965年終於伸延到菲利區和昆采沃區，不過昆采沃站之後的青春站至1989年落成的克雷拉茨科耶站就回到地底。由於受到莫斯科冬季嚴寒的天氣肆虐導致4號線高昂的保養支出，暴露了在莫斯科建築地面捷運線並不符合經濟效益。除外也产生了分属于3号线和4号线的两个独立不相连的同名车站。
21世紀由於莫斯科國際商業中心的發展而需要地鐵系統的接駁，2005年由基輔站作為分支點向西北設立商業中心站的支線來往亞歷山大公園站，2006年再伸延到莫斯科城站。2008年4號線的西端終點站退回昆采沃站，剩餘部分交由3號線來行走，昆采沃站成為兩線的跨月台轉車站。

## 站名沿革
| 現在名稱     | 舊名稱              | 舊名年期    |
| ------------ | ------------------- | ----------- |
| 亞歷山大公園 | 共產國際（Коминтерн）        | 1935 – 1937 |
| 亞歷山大公園 | 共產國際街（Улица Коминтерна）      | 1937 – 1946 |
| 亞歷山大公園 | 加里寧（Калининская）          | 1946 – 1990 |
| 商业中心     | 商業中心（Деловой Центр）        | 2005 – 2009 |
| 商业中心     | 会展（выставочная） | 2009-2024   |
| 莫斯科城     | 国际(Международная) | 2006-2024   |

## 車站列表
全線都位於莫斯科市內。
| 中文站名     | 俄文站名      | 英文站名       | 接續路線                                                                                           | 所在地     |
| 主線         | 主線          | 主線           | 主線                                                                                               | 主線       |
| ------------ | ------------- | -------------- | -------------------------------------------------------------------------------------------------- | ---------- |
| 亞歷山大公園 |               |                | 索科利尼基线（列寧圖書館） 阿尔巴特-波克罗夫卡线（阿爾巴特 谢尔普霍夫-季米里亚泽夫线（博羅維茨基） | 中央行政區 |
| 阿爾巴特     |               |                | | 中央行政區 |
| 斯摩棱斯克   |               |                | | 中央行政區 |
| 基輔         |               |                | 阿尔巴特-波克罗夫卡线（基輔） 环状线（基輔） 基輔站                                                | 西行政區   |
| 莫斯科城支線 |               |                | |            |
| 商业中心     | Деловой центр | Delovoy tsentr | 加里宁-松采沃线（商业中心）大環線（商業中心）                                                      | 中央行政區 |
| 莫斯科城     | Москва-сити   | Moskva-citi    | 莫斯科中央环线（莫斯科城）                                                                         | 中央行政區 |
| 昆采沃支線   |               |                | |            |
| 學生         |               |                | | 西行政區   |
| 庫圖佐夫     |               |                | 莫斯科中央环线（庫圖佐夫）                                                                         | 西行政區   |
| 菲利         |               |                | | 西行政區   |
| 巴格拉季昂   |               |                | | 西行政區   |
| 菲利公園     |               |                | | 西行政區   |
| 少先隊       |               |                | | 西行政區   |
| 昆采沃       |               |                | 阿尔巴特-波克罗夫卡线                                                                              | 西行政區   |

## 外部連結
- （俄文）莫斯科地鐵官方網頁——菲利线